# Badminton-Weltmeisterschaft 2018
Die 24. Badminton-Weltmeisterschaft fand zwischen dem 30. Juli und dem 5. August 2018 in der chinesischen Stadt Nanjing statt.
Den Austragungsort bestimmte der Council der Badminton World Federation (BWF) am  18. März 2017 in Kuala Lumpur, es gab keinen Gegenkandidaten. Die Veranstaltung fand in der 20.000 Zuschauer fassenden Nanjing Youth Olympic Park Indoor Arena statt, die in der ersten Jahreshälfte 2017 fertiggestellt werden sollte.

## Sieger und Platzierte
| Disziplin    | Gold                           | Silber                       | Bronze                        |
| ------------ | ------------------------------ | ---------------------------- | ----------------------------- |
| Herreneinzel | Kento Momota                   | Shi Yuqi                     | Daren Liew                    |
| Herreneinzel | Kento Momota                   | Shi Yuqi                     | Chen Long                     |
| Dameneinzel  | Carolina Marín                 | P. V. Sindhu                 | He Bingjiao                   |
| Dameneinzel  | Carolina Marín                 | P. V. Sindhu                 | Akane Yamaguchi               |
| Herrendoppel | Li Junhui Liu Yuchen           | Takeshi Kamura Keigo Sonoda  | Wang Chi-lin Chen Hung-ling   |
| Herrendoppel | Li Junhui Liu Yuchen           | Takeshi Kamura Keigo Sonoda  | Liu Cheng Zhang Nan           |
| Damendoppel  | Mayu Matsumoto Wakana Nagahara | Yuki Fukushima Sayaka Hirota | Koharu Yonemoto Shiho Tanaka  |
| Damendoppel  | Mayu Matsumoto Wakana Nagahara | Yuki Fukushima Sayaka Hirota | Apriyani Rahayu Greysia Polii |
| Mixed        | Huang Yaqiong Zheng Siwei      | Huang Dongping Wang Yilu     | Zhang Nan Li Yinhui           |
| Mixed        | Huang Yaqiong Zheng Siwei      | Huang Dongping Wang Yilu     | Tang Chun Man Tse Ying Suet   |

## Medaillenspiegel
| Platz | Land                | Gold | Silber | Bronze | Gesamt |
| ----- | ------------------- | ---- | ------ | ------ | ------ |
| 1     | Volksrepublik China | 2    | 2      | 3      | 7      |
| 2     | Japan               | 2    | 2      | 2      | 6      |
| 3     | Spanien             | 1    | 0      | 0      | 1      |
| 4     | Indien              | 0    | 1      | 0      | 1      |
| 5     | Chinesisch Taipeh   | 0    | 0      | 1      | 1      |
| 5     | Hongkong            | 0    | 0      | 1      | 1      |
| 5     | Indonesien          | 0    | 0      | 1      | 1      |
| 5     | Malaysia            | 0    | 0      | 1      | 1      |
| Total | Total               | 5    | 5      | 10     | 20     |